# Irguiz (Kazakhstan)
Cet article concerne la rivière du Kazakhstan. Pour la rivière de Russie, voir Irguiz.
La rivière Irguiz (en russe : Иргиз) est un cours d'eau de l'ouest du Kazakhstan, qui arrose les provinces d'Aktioubé et de Kostanaï. Elle est un affluent droit du Tourgaï.